# Arytera
Arytera es un género de 27 especies de árboles y arbustos perteneciente a la familia Sapindaceae. Se distribuyen por las Filipinas, Indonesia, Nueva Guinea, Nueva Caledonia y Australia.
Existen 10 especies en Australia en las selvas lluviosas del este en Territorio del Norte.

## Descripción
Es un árbol, monoico; con ramillas peludas. Hojas alternas, paripinnadas; foliolos enfrentados a alternos, márgenes enteros, domacios suelen estar presentes. Las inflorescencias son axilares generalmente, racemosas o paniculadas, en cimas. Flores unisexuales. Cáliz, profundamente 5 lóbuldo. Pétalos 5, por lo general con garras; escalas sin cresta. Disco completo. Estambres 6-8, filamentos filiformes, peludo. Ovario 2 - o 3 lóculos, unlobado o 2 - o 3-lobado; estilo corto. El fruto es una cápsula, con 2 válvulas, loculicida [o irregularmente] dehiscente; pericarpio delgado o carnoso; válvas duras cuando se secan; arilo escasamente carnoso, por lo general encierra la semilla.

## Taxonomía
El género fue descrito por Carl Ludwig Blume y publicado en Rumphia 3: 169. 1849.
Etimología
Arytera: nombre genérico que deriva del griego antiguo para '"taza". Las válvas de las frutas son una forma de copa. 

## Especies
Este listado ha sido tomado de las siguientes fuentes: Australian Plant Name Index y Australian Plant Census,
 the Australian Tropical Rainforest Plants information system, Flora Malesiana, Fruits of the Australian Tropical Rainforest, el Census of Vascular Plants of Papua New Guinea, la Checklist of the vascular indigenous Flora of New Caledonia, Rainforest trees of Samoa, Flora Vitiensis (Fiyi), de Flora of Tonga, de Flora of New South Wales, y de Flora of Australia.

- Arytera arcuata Radlk. – Nueva Caledonia, endémica[8]
- Arytera bifoliata Whistler – Tonga[9]
- Arytera bifoliolata S.T.Reynolds – Nueva Guinea,[18] NT, Qld,[6][17] Australia[3][19]
- Arytera brachyphylla Radlk. – Nueva Guinea[7][20]
- Arytera brackenridgei Radlk. – Fiyi,[10] Tonga,[11] Vanuatu,[10] Samoa,[9][10] Nueva Guinea[7]
- Arytera chartacea Radlk. – Nueva Caledonia endemic[8]
- Arytera collina (Pancher & Sebert) Radlk. – Nueva Caledonia, endémica[8]
- Arytera densiflora Radlk. – New Guinea[7][21]
- Arytera dictyoneura S.T.Reynolds – Qld, Australia[3][22]
- Arytera distylis (Benth.) Radlk. – NGS,[24] Qld, Australia[3][23]
- Arytera divaricata F.Muell. – NGS,[27] Qld,[6][25] Australia,[3][26] New Guinea[7]
- Arytera foveolata F.Muell. – Qld, Australia[3][28]
- Arytera gracilipes Radlk. – Nueva Caledonia, endémica[8]
- Arytera lepidota Radlk. – Nueva Caledonia, endémica[8]
- Arytera lineosquamulata H.Turner – Nueva Guinea,[29] NE. Qld,[30] Australia[3]
- Arytera littoralis Blume – NE. India, SE Asia, S. China, por Malasia incl. hasta Nueva Guinea e Islas Salomón[7][31]
- Arytera microphylla (Benth.) Radlk. – Qld, Australia[3][32]
- Arytera miniata H.Turner – Nueva Guinea[7][33]
- Arytera morobeana H.Turner – Nueva Guinea[7][34]
- Arytera multijuga H.Turner – Nueva Guinea[7][35]
- Arytera musca H.Turner – Nueva Guinea[36]
- Arytera nekorensis H.Turner – Nueva Caledonia, endémica[8] –  Vulnerable[37]
- Arytera neoebudensis (Guillaumin) H.Turner – Nueva Guinea,[7] New Caledonia[8]
- Arytera novaebrittanniae H.Turner – Nueva Guinea, Salomón Islands[7][38]
- Arytera oshanesiana (F.Muell.) Radlk. – Qld, Australia[3][39]
- Arytera pauciflora S.T.Reynolds – Qld,[6][40] Australia[3][41]
- Arytera pseudofoveolata H.Turner – Nueva Guinea,[7][42] Península del Cabo York, Qld, Australia[3][6][43]